# Zezinho
Zezinho, właśc. Moysés Ferreira Alves (ur. 2 czerwca 1930 w Vitórii, zm. 14 sierpnia 1980 w Vitórii) – piłkarz brazylijski, występujący podczas kariery na pozycji napastnika.

## Kariera klubowa
Piłkarską karierę Zezinho rozpoczął w Vitória FC w 1946 roku. W 1947 roku występował w Rio Branco AC, z którym zdobył mistrzostwo stanu Espírito Santo – Campeonato Capixaba. W latach 1948–1953 grał w Botafogo FR. Podczas tego okresu zdobył mistrzostwo stanu Rio de Janeiro – Campeonato Carioca w 1948 roku. W latach 1954–1955 występował w CR Flamengo. Z Flamengo dwukrotnie zdobył mistrzostwo stanu Rio de Janeiro – Campeonato Carioca w 1954 i 1955 roku.
W latach 1955–1956 występował w São Paulo FC. W barwach klubu z São Paulo został królem strzelców ligi stanowej São Paulo w 1956 roku. W późniejszych latach kariery grał w wielu klubach, nie odniósł jednak większych sukcesów. Karierę zakończył w Rio Branco AC w 1966 roku.

## Kariera reprezentacyjna
W reprezentacji Brazylii Zezinho zadebiutował 1 lutego 1956 w wygranym 2-1 meczu z reprezentacją Peru w Copa América 1956, na której Brazylia zajęła czwarte miejsce. Był to udany debiut, gdyż Zezinho w 78 min. strzelił zwycięską bramkę. Na turnieju Zezinho w trzech meczach z Peru, Argentyną i Urugwajem. Były to jego jedyne mecze w reprezentacji.